# Julian Gressel
Julian Emil Kurt Gressel (ur. 16 grudnia 1993 w Neustadt an der Aisch) – amerykański piłkarz pochodzenia niemieckiego występujący na pozycji prawego pomocnika, reprezentant Stanów Zjednoczonych, od 2025 roku zawodnik Minnesoty United.
W listopadzie 2022 otrzymał obywatelstwo Stanów Zjednoczonych.